# يوهانس برونخورست
ولد يوهانس برونخورست في هولندا عام 1946، ودرس الرياضيات والفيزياء مع علم الفلك في الجامعة الحرة بأمستردام، وتخرج بما يعادل بكالوريوس العلوم في عام 1968. وبين عامي 1969 و 1979 درس السنسكريتية والبالية في الهند وحصل على درجتي الماجستير والدكتوراه. في بونه، في عام 1980، منح درجة الدكتوراه من جامعة لايدن عن أطروحة حول «الجوانب النظرية لقواعد بانيني».
شغل برونخورست عددًا من المناصب التدريسية، بما في ذلك مناصب في مدرستين ثانويتين في هولندا حيث قام بتدريس الفيزياء والرياضيات بين عامي 1974 و 1975. وخلال عام 1982، قام بتدريس دورة تمهيدية في الفلسفة الهندية في معهد كيرن، جامعة لايدن، وبين 1984 و 1985، دورة متقدمة في اللغة السنسكريتية في مدرسة الدراسات الشرقية والإفريقية. منذ عام 1987 كان أستاذًا للدراسات السنسكريتية والهندية في جامعة لوزان، سويسرا. كما قام بالتدريس في جامعة زيورخ، خلال شتاء 1995 إلى 1996، في باريس في المدرسة التطبيقية للدراسات العليا في 1997، وفي بيركلي، كاليفورنيا في 1999. في 2000، ألقى سلسلة من خمس محاضرات في مدرسة الدراسات الشرقية والإفريقية. بين عامي 1981 و 1986، تم توظيف برونخورست أيضًا في المنظمة الهولندية للنهوض بالبحوث البحتة (ZWO)، أول من أجرى بحثًا عن التأمل في البوذية المبكرة، ثم على التسلسل الزمني الفيدى. في عام 1996، تم انتخابه كعضو مناظر في الأكاديمية الملكية الهولندية للفنون والعلوم.

## أعماله
خلال العشرين عامًا الماضية، قدم برونخورست حوالي مائة بحث حول العديد من جوانب علم الهنديات في العديد من الكليات والمؤتمرات حول العالم. منذ عام 1979، نشر أكثر من ثمانين مقالاً تغطي موضوعات تشمل التلاوة والتقاليد الفيدية، وقواعد بانيني، وفلسفة بهارتراري للغة، وفلسفات يوجا، وسامخيا، وميمامسا، وفايشيشيكا، وجاينية وتأمل بوذي، وناجارجونا، ودارما، وأبهيدارما، معنى مصطلح «تانترا» و «صفر» ونظام القيمة المكانية العددية في الهند، واللغة والواقع في السياق الهندي. وقد نشر حتى الآن عشرة كتب، وهي: الجوانب النظرية لقواعد بانيني (1980)؛ تقاليد التأمل في الهند القديمة (1986)؛ التقليد والحجة في اللغويات الهندية الكلاسيكية (1986)؛ ترجمة لـ Mahabhasyadipika of Bhartrhari (1987)؛ ثلاث مشاكل تتعلق بالمهابية (1987)؛ المصدران للزهد الهندي القديم (1993)؛ [مع إيف رامسيير] فهرس الكلمات لمجلة براساستاباداباسيا (1994)؛ لماذا توجد فلسفة في الهند؟ (1999) الكرمة والغائية. مشكلة وحلولها في الفلسفة الهندية (2000). ساهم برونخورست أيضًا بعشرات المراجعات للكتب والمقالات في العديد من المنشورات. مشكلة وحلولها في الفلسفة الهندية (2000). ساهم برونخورست أيضًا بعشرات المراجعات للكتب والمقالات في العديد من المنشورات. مشكلة وحلولها في الفلسفة الهندية (2000). ساهم برونخورست أيضًا بعشرات المراجعات للكتب والمقالات في العديد من المنشورات.
في اثنين من أعماله المعروفة على نطاق واسع، تقاليد التأمل في الهند القديمة والمصدران للزهد الهندي القديم، تم فحص الأنواع المختلفة من التأمل وممارسات التقشف الموجودة في مصادر جاينا القديمة والبوذية والبراهمانية. تولي الحجج المطورة اهتمامًا كبيرًا بالتفاصيل النصية وتتحدى بشكل متكرر وجهات النظر العلمية السابقة حول هذه القضايا، ونظراً لوضوح الأطروحات المقترحة، استدعى التحدي من أصحاب الآراء البديلة. يستمر التزام برونخورست الخاص بالنقاش العقلاني، ودراساته حول الممارسات والمناقشات في السياق الفلسفي الهندي، في توفير رؤية عميقة وتحفيز هائل لطلاب الهند القديمة. كان هذا واضحًا في المحاضرات التي ألقاها العام الماضي في مدرسة الدراسات الشرقية والإفريقية، والتي استعرضت بعض الأطروحات التي طورها على مر السنين، بما في ذلك: أصول الزهد والمذاهب الفلسفية ذات الصلة. العلاقة بين اللغة والواقع في السياق الهندي؛ أدوار قواعد اللغة وأصولها في الفلسفة الهندية؛ والتأثير المحتمل لممارسة المناظرة اليونانية على الفلسفة البوذية المبكرة. جذاب، Bronkhorst حريص دائمًا على المناقشة ويهتم بالاستفسارات وأي وجهات نظر أخرى.
إلى جانب المساهمات الواسعة النطاق نحو فهم أعمق للتقاليد النحوية الهندية، فإن معرفة برونخورست الواسعة باللغات والنصوص الهندية، ونهج `` منطقي  شامل لمواده، وميله إلى فرضيات واضحة وجريئة ومثيرة للجدل في بعض الأحيان قد أكسبته مكانًا فريدًا في الدراسات الهندية.